# Jack Daniel's
Jack Daniel's är en Tennessee whiskey från Jack Daniel Distillery i Lynchburg i Tennessee i USA. Jack Daniel's uppfyller de krav som ställs för att få kallas bourbon, även om tillverkaren valt att inte saluföra den under detta namn. Något som gör Jack Daniel's speciell är att den genomgår en extra destillering, till skillnad från normal bourbon som till exempel Jim Beam. En annan skillnad är att en Tennessee whiskey genomgår en extra filtreringsprocess kallad Lincoln County Process, där råspriten filtreras genom träkol framställd av sockerlönn (Acer saccharum) före lagring.
Destilleriet Jack Daniel's grundades av Jack Daniel år 1875.

## Utbud
Jack Daniel's erbjuder flera olika produkter utöver den typiska Jack Daniel's "Old No.7". Bland dessa kan nämnas Jack Daniel's "Gentleman Jack" (filtrerad både före och efter lagring) samt Jack Daniel's "Single Barrel" (allt i flaskan kommer från samma fat). Utöver dessa tillkommer ett antal jubileums- och bemärkelseutgåvor.

### Buy the barrel
Genom Jack Daniel Distillerys program Buy the Barrel kan man köpa ett helt fat, vilket väljs ut av experter på destilleriet samt tillsammans med köparen om denne så önskar. Exempelvis har bandet Mustasch valt ut fyra sådana tunnor. Dessa speciella single-barrel flaskor märks med ett extra emblem på flaskhalsen.

## Övrigt
Det är olagligt att köpa drycken – och andra alkoholhaltiga drycker – i Moore County i Tennessee, området där Jack Daniel's produceras. Lynchburg med omnejd har varit ett så kallat "dry county" sedan förbudstiden i USA – och är så än i dag.
Distilleringsprocessen "Sour Mash" innebär att en viss del gammal mäsk tillsätts den nya för att snabbare få igång jäsningen på viss typ av bourbon.
År 2024 introducerade Systembolaget Jack Daniel's & Coca-Cola.